# Alypophanes phoenicoxantha
Alypophanes phoenicoxantha là một loài bướm đêm trong họ Noctuidae.